# Димо, Ставрий
Ста́врий Димо́ (Ставру Диму) (рум. Stavru Dimu; ? — ?) — городской голова Кишинёва с 1831 по 1833 год.

## Биография
Ставрий Димо происходил из семьи бессарабских помещиков греческого происхождения.
В 1819 году в Кишинёве для решения административно-судебных вопросов был создан магистрат, возглавляемый бургомистром и двумя ратманами. Первым бургомистром был назначен Ставрий Димо.
В 1831 году бургомистр Димо был избран городской головой Кишинёва, сменив на этом посту Дмитрия Ловчинского.
Во время двухлетнего градоначалия Ставрий Димо в центре Кишинёва был заложен Кафедральный собор Рождества Христова. Вокруг собора по его распоряжению приказали разбить Соборный парк на девять гектаров.
В 1833 году городским головой вновь становится Дмитрий Ловчинский.